# Сосна белая юго-западная
Сосна белая юго-западная (лат. Pinus strobiformis) — дерево среднего размера, вид рода сосна (Pinus) семейства Сосновые (Pinaceae). Произрастает на юго-западе США и в Мексике. Встречается, как правило, в смешанных хвойных высокогорных лесах.

## Ботаническое описание
Сосна белая юго-западная — прямое тонкое дерево, достигающее 30 м в высоту и 1 м в диаметре. Кора гладкая серебристо-серая на молодых деревьях и бороздчатая красно-коричневая или тёмно-серо-коричневая на взрослых растениях. Ветви раскидистые и восходящие. Веточки тонкие, бледно-красно-коричневые, с возрастом до гладких серых или серо-коричневых. Почки эллипсовидные, красно-коричневые, смолистые. Листья (хвоя) собраны по пять иголок в пучке, иногда четыре, распространяющиеся и загнутые вверх, длиной 4-9 см (реже 10 см), диаметром 0,6-1,0 мм, прямые, слегка закрученные, податливые, от тёмно-зелёного до сине-зелёного цвета. Иголки сохраняются 3-5 лет. Верхняя поверхность («адаксиальная» — обращённая к стеблю растения) иголок заметно выбелена узкими устьичными линиями. Нижние поверхности («абаксиальные» — обращенные от стебля растения) без явных устьичных линий. Края острые от цельных до мелкозубчатых, вершина от острой до короткой шиловидной.
Шишки крупные, 16-50 см в длину и 9-11 см в ширину, имеют чешуйки с очень характерной удлинённой и часто загнутой или S-образной вершиной. Семена крупные, с очень коротким крылышком; распространяются в основном птицами, особенно Aphelocoma wollweberi. Дерево очень устойчиво к засухе, но большие популяции вида растут на влажных и прохладных местах вместе с сосной Хартвега.

Pinus strobiformis
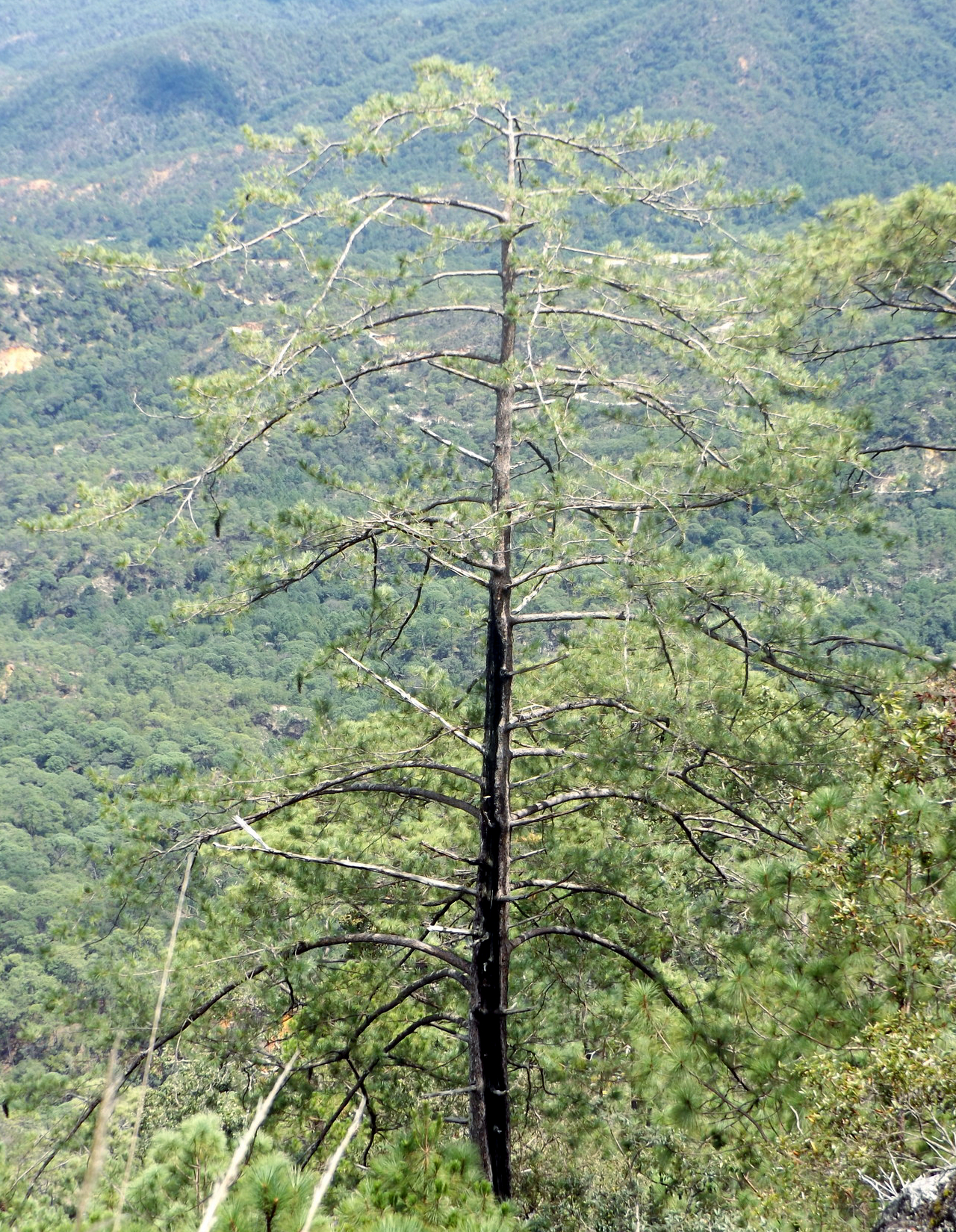
Общий вид в природе
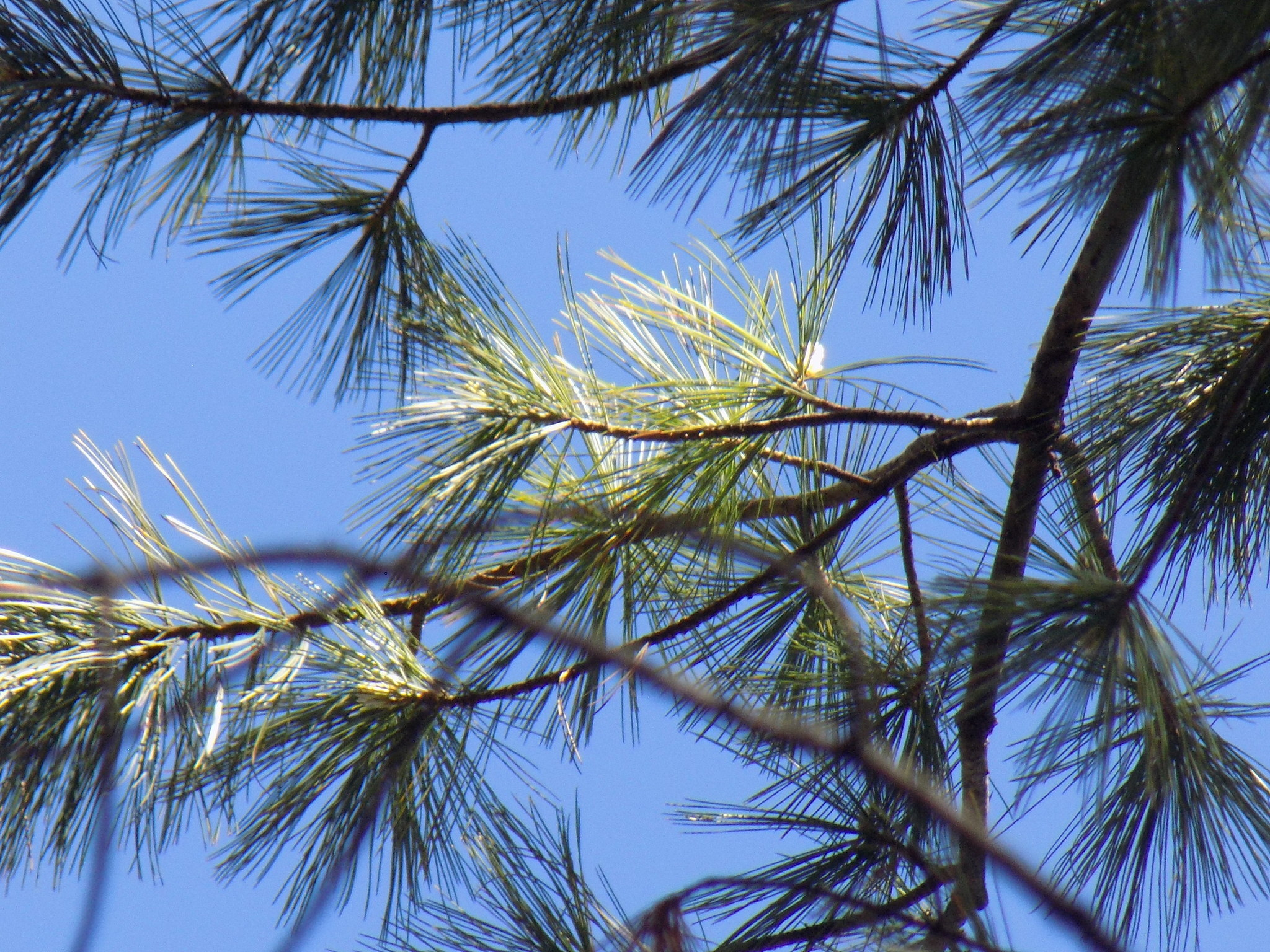
Хвоя
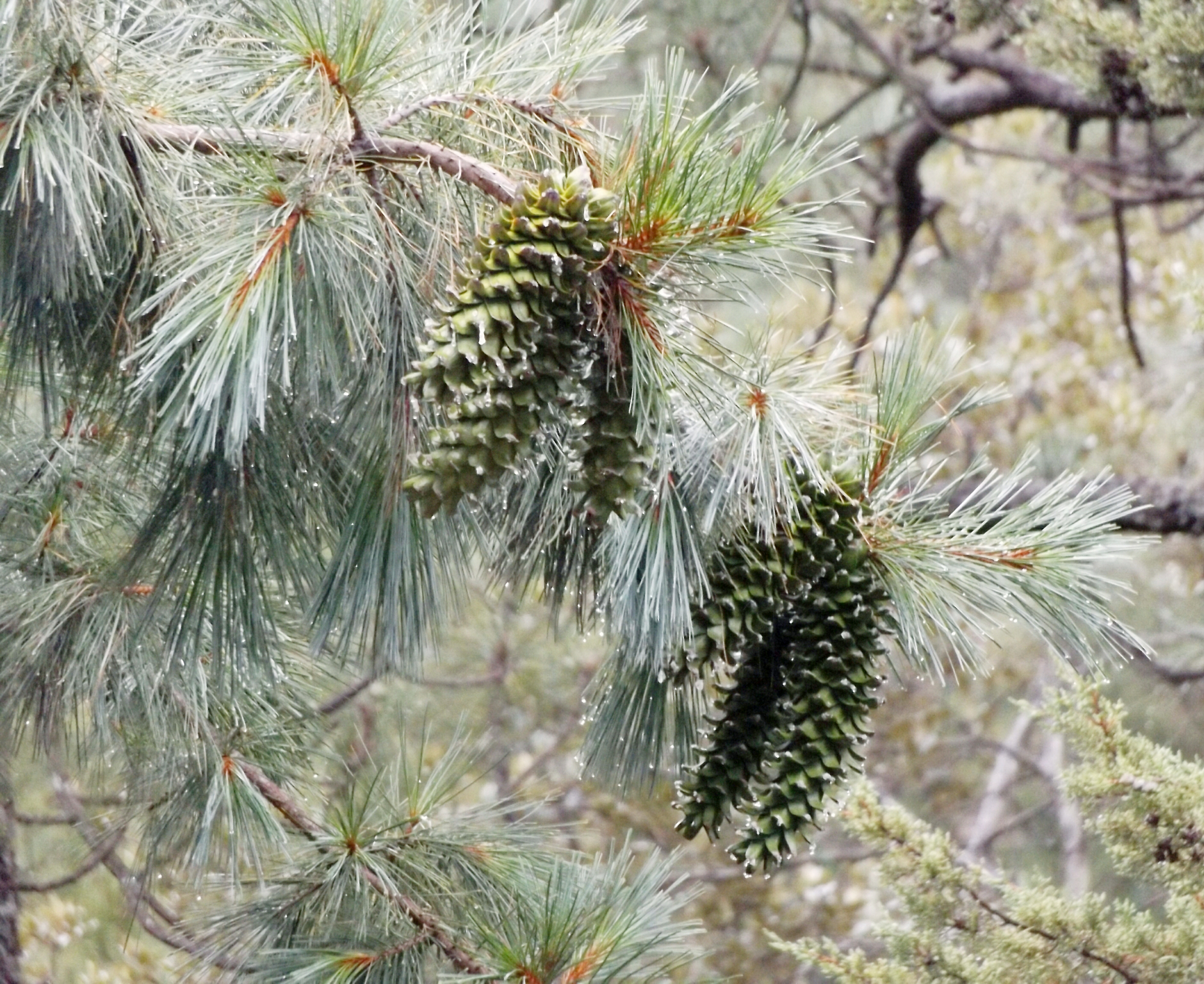
Молодые шишки
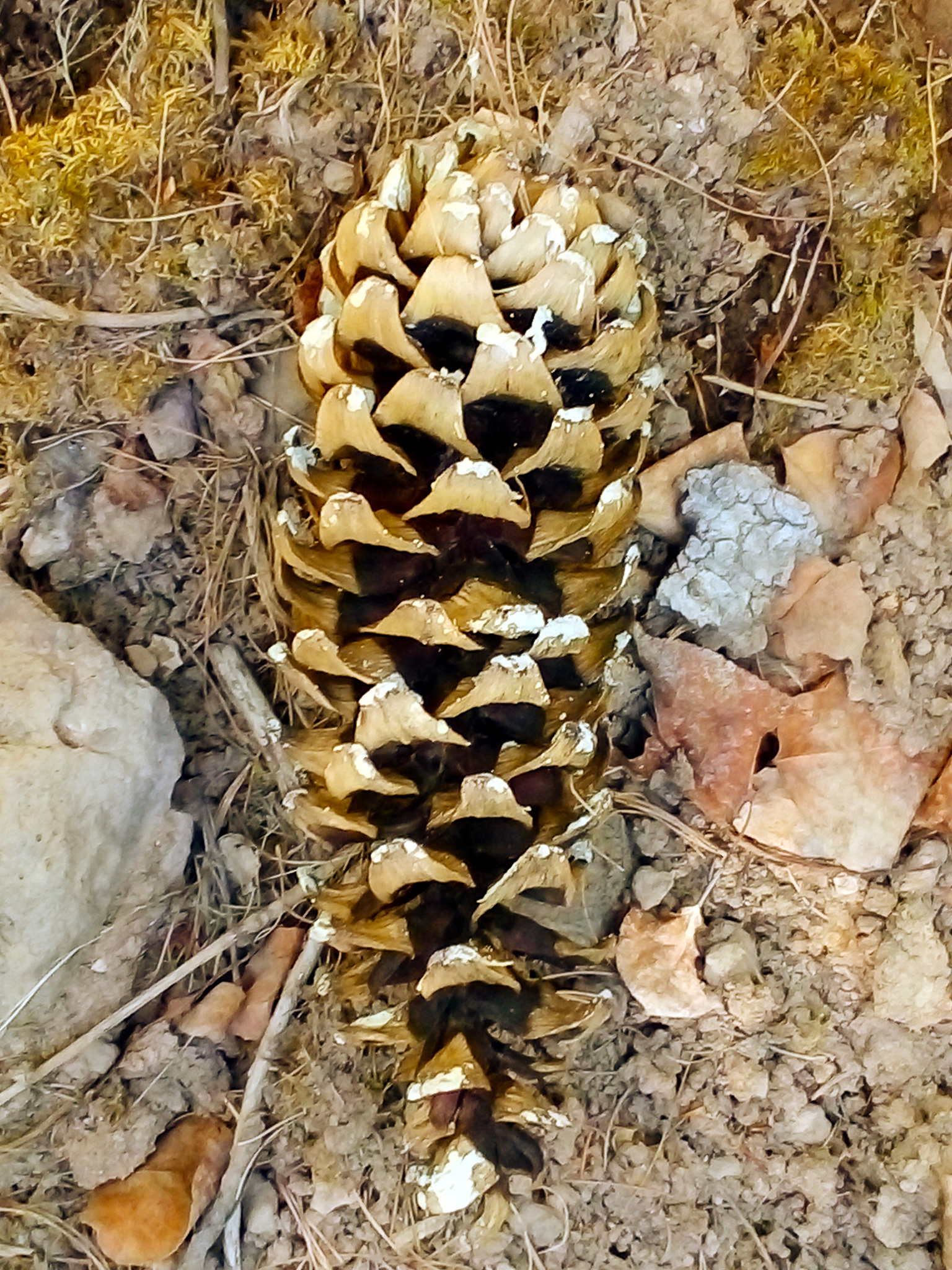
Зрелая шишка

## Распространение и местообитание
Встречается в США и Мексике. Естественный ареал сосны включает горные районы Аризоны, юго-западного Колорадо, Нью-Мексико и западного Техаса. В Мексике растёт в горах Западной Сьерра-Мадре на севере страны, на небольшом расстоянии к югу от границы США и Мексики на юг через Чиуауа и Дуранго до Халиско. Сосна редко встречается в чистых посадках, как правило, смешана с другими местными хвойными деревьями, такими как передняя сосна, сосна жёлтая, ель голубая, тополь, пихта одноцветная, пихта Дугласа и ель Энгельмана.

## Применение
Юго-западную белую сосну можно выращивать как новогоднюю ёлку, ветрозащитное или декоративное дерево. Этот вид сосны популярен в качестве замены белой восточной сосны в более засушливых регионах. Древесину этой сосны можно использовать в столярном деле, но она не годится в качестве пиломатериала. Семена использовались в пищу коренными американцами на современном юго-западе США.

## Охранный статус
Международный союз охраны природы классифицирует природоохранный статус вида как «вызывающий наименьшие опасения».